# Lasiodora puriscal
Lasiodora puriscal é uma espécie de aranha pertencente à família Theraphosidae (tarântulas).